# زندان‌های فری‌بی‌اس‌دی
زندان‌های فری‌بی‌اس‌دی یک پیاده‌سازی از تکنولوژی مجازی‌سازی در سطح سیستم‌عامل برای سیستم‌عامل فری‌بی‌اس‌دی است. این تکنولوژی به کاربر اجازه می‌دهد که چندین سیستم‌عامل فری‌بی‌اس‌دی را به صورت همزمان و بر روی یک سیستم‌عامل فری‌بی‌اس‌دی اجرا کند. به سیستم‌عامل اصلی که بقیه سیستم‌عامل‌ها بر روی آن اجرا می‌شوند سیستم میزبان و به هر یک از سیستم‌عامل‌های مجازی سیستم مهمان گفته می‌شود. هر کدام از این مهمان‌ها به عنوان یک ماشین مجازی مجزا شناخته می‌شوند و دارای کاربران، فایل‌های پیکربندی، پروسه‌ها و … مختص به خود هستند. اما هسته سیستم‌عامل در بین تمام آنها مشترک است و تمام مهمان‌ها به صورت مشترک از هسته سیستم‌عامل میزبان استفاده می‌کنند. هر فرآیندی که در داخل یک زندان اجرا می‌شود، محدود به محیط همان زندان است و نمی‌تواند به منابع بیرون از آن محیط دسترسی داشته باشد. زندان‌های فری‌بی‌اس‌دی بیشتر برای اهداف امنیتی استفاده می‌شوند.